# Bezirk Senftenberg
Der Bezirk Senftenberg (tschechisch Okresní hejtmanství Žamberk) war ein Politischer Bezirk im Königreich Böhmen. Der Bezirk umfasste Gebiete im Nordosten Böhmens im heutigen Pardubický kraj bzw. Královéhradecký kraj (Okres Náchod, Okres Ústí nad Orlicí bzw. Okres Rychnov nad Kněžnou). Sitz der Bezirkshauptmannschaft war die Stadt Senftenberg (Žamberk). Das Gebiet gehörte seit 1918 zur neu gegründeten Tschechoslowakei und ist seit 1993 Teil Tschechiens.

## Geschichte
Die modernen, politischen Bezirke der Habsburgermonarchie wurden 1868 im Zuge der Trennung der politischen von der judikativen Verwaltung geschaffen.
Der Bezirk Senftenberg wurde 1868 aus den Gerichtsbezirken Grulich (tschechisch soudní okres Králíky) und Senftenberg (Žamberk) gebildet.
1869 wurde die Schaffung des Gerichtsbezirks Rokitnitz bestimmt, wobei 10 Gemeinden aus dem Gerichtsbezirk Senftenberg und 19 aus dem Gerichtsbezirk Reichenau ausgeschieden wurden.
Der neu geschaffene Gerichtsbezirk wurde schließlich dem Bezirk Senftenberg zugewiesen, wobei das Bezirksgericht Rokitnitz per 15. Juni 1869 seine Tätigkeit aufnahm.
Im Bezirk Senftenberg lebten 1869 62.155 Personen, wobei der Bezirk ein Gebiet von 10,6 Quadratmeilen und 79 Gemeinden umfasste.
1900 beherbergte der Bezirk 60.090 Menschen, die auf einer Fläche von 600,10 km² bzw. in 79 Gemeinden lebten.
Der Bezirk Senftenberg umfasste 1910 eine Fläche von 600,06 km² und beherbergte eine Bevölkerung von 58.710 Personen. Von den Einwohnern hatten 1910 30.581 Tschechisch und 27.726 Deutsch als Umgangssprache angegeben. Weiters lebten im Bezirk 403 Anderssprachige oder Staatsfremde. Während der Gerichtsbezirk Senftenberg fast ausschließlich von Tschechen bewohnt war, lebten in den Gerichtsbezirken Grulich und Rokitnitz fast ausschließlich Deutschsprachige. Zum Bezirk gehörten drei Gerichtsbezirke mit insgesamt 79 Gemeinden bzw. 79 Katastralgemeinden.